# Championnats de Belgique d'athlétisme 2010
Les Championnats de Belgique d'athlétisme toutes catégories de 2010 ont eu lieu les 17 et 18 juillet au Stade Roi-Baudouin à Bruxelles. 
Les 10 000 m hommes et femmes se sont déroulés le 7 juillet 2010 au stade de Naimette-Xhovémont à Liège

## Résultats courses

### 100 m
| rang               | athlète          | prestation |
| ------------------ | ---------------- | ---------- |
| Médaille d'or      | Wout Verhoeven   | 10 s 72    |
| Médaille d'argent  | Nicolas M'bengue | 10 s 82    |
| Médaille de bronze | Lars Herreman    | 10 s 93    |

| rang               | athlète       | prestation |
| ------------------ | ------------- | ---------- |
| Médaille d'or      | Olivia Borlée | 11 s 58    |
| Médaille d'argent  | Hanna Mariën  | 11 s 63    |
| Médaille de bronze | Frauke Penen  | 11 s 67    |

### 200 m
| rang               | athlète        | prestation |
| ------------------ | -------------- | ---------- |
| Médaille d'or      | Joris Haeck    | 21 s 36    |
| Médaille d'argent  | Wout Verhoeven | 21 s 37    |
| Médaille de bronze | Lars Herreman  | 21 s 66    |

| rang               | athlète          | prestation |
| ------------------ | ---------------- | ---------- |
| Médaille d'or      | Olivia Borlée    | 23 s 18    |
| Médaille d'argent  | Hanna Mariën     | 23 s 47    |
| Médaille de bronze | Élodie Ouédraogo | 23 s 49    |

### 400 m
| rang               | athlète         | prestation |
| ------------------ | --------------- | ---------- |
| Médaille d'or      | Arnaud Destatte | 46 s 28    |
| Médaille d'argent  | Nils Duerinck   | 46 s 34    |
| Médaille de bronze | Antoine Gillet  | 46 s 34    |

| rang               | athlète         | prestation |
| ------------------ | --------------- | ---------- |
| Médaille d'or      | Elke Bogemans   | 52 s 97    |
| Médaille d'argent  | Axelle Dauwens  | 54 s 01    |
| Médaille de bronze | Wendy Den Haeze | 54 s 87    |

### 800 m
| rang               | athlète               | prestation    |
| ------------------ | --------------------- | ------------- |
| Médaille d'or      | Jan Van Den Broeck    | 1 min 53 s 10 |
| Médaille d'argent  | Matthias Rosseeuw     | 1 min 53 s 11 |
| Médaille de bronze | Pierre Antoine Balhan | 1 min 53 s 47 |

| rang               | athlète              | prestation    |
| ------------------ | -------------------- | ------------- |
| Médaille d'or      | Charlotte Debroux    | 2 min 12 s 20 |
| Médaille d'argent  | Lynn Van Der Stricht | 2 min 12 s 65 |
| Médaille de bronze | Mariska Parewyck     | 2 min 13 s 12 |

### 1 500 m
| rang               | athlète              | prestation    |
| ------------------ | -------------------- | ------------- |
| Médaille d'or      | Kristof Van Malderen | 3 min 40 s 76 |
| Médaille d'argent  | Jeroen D'hoedt       | 3 min 43 s 09 |
| Médaille de bronze | Lander Tytgat        | 3 min 44 s 41 |

| rang               | athlète             | prestation    |
| ------------------ | ------------------- | ------------- |
| Médaille d'or      | Sandra Schenkel     | 4 min 19 s 30 |
| Médaille d'argent  | Valerie Van Bogaert | 4 min 22 s 77 |
| Médaille de bronze | Jenna Wyns          | 4 min 28 s 38 |

### 5 000 m
| rang               | athlète           | prestation     |
| ------------------ | ----------------- | -------------- |
| Médaille d'or      | Wesley De Kerpel  | 14 min 03 s 87 |
| Médaille d'argent  | Florent Caelen    | 14 min 05 s 03 |
| Médaille de bronze | Maarten Van Steen | 14 min 09 s 33 |

| rang               | athlète                   | prestation     |
| ------------------ | ------------------------- | -------------- |
| Médaille d'or      | Sigrid Vanden Bempt       | 16 min 48 s 58 |
| Médaille d'argent  | Isabelle Collier          | 17 min 03 s 28 |
| Médaille de bronze | Virgini Van Droogenbroeck | 17 min 09 s 42 |

### 10 000 m
| rang               | athlète                  | prestation     |
| ------------------ | ------------------------ | -------------- |
| Médaille d'or      | Stefan Van Den Broek     | 29 min 54 s 47 |
| Médaille d'argent  | Florent Caelen           | 30 min 30 s 26 |
| Médaille de bronze | Alexander Diaz Rodriguez | 30 min 32 s 10 |

| rang               | athlète                   | prestation     |
| ------------------ | ------------------------- | -------------- |
| Médaille d'or      | Manuela Soccol            | 36 min 34 s 25 |
| Médaille d'argent  | Virgini Van Droogenbroeck | 37 min 26 s 31 |
| Médaille de bronze | Louise Deldicque          | 37 min 41 s 49 |

## Résultats obstacles

### 110 m haies/100 m haies
| rang               | athlète            | prestation |
| ------------------ | ------------------ | ---------- |
| Médaille d'or      | Damien Broothaerts | 14 s 12    |
| Médaille d'argent  | Sander Vermeulen   | 14 s 55    |
| Médaille de bronze | Hans Van Alphen    | 14 s 94    |

| rang               | athlète         | prestation |
| ------------------ | --------------- | ---------- |
| Médaille d'or      | Elisabeth Davin | 13 s 20    |
| Médaille d'argent  | Anne Zagré      | 13 s 23    |
| Médaille de bronze | Eline Berings   | 13 s 25    |

### 400 m haies
| rang               | athlète              | prestation |
| ------------------ | -------------------- | ---------- |
| Médaille d'or      | Vincent Vanryckeghem | 52 s 06    |
| Médaille d'argent  | Jori Stroobants      | 52 s 15    |
| Médaille de bronze | Steven Debersaques   | 52 s 79    |

| rang               | athlète           | prestation    |
| ------------------ | ----------------- | ------------- |
| Médaille d'or      | Jolien Van Brempt | 1 min 00 s 07 |
| Médaille d'argent  | Kim Van Hertem    | 1 min 01 s 06 |
| Médaille de bronze | Laurence Guillet  | 1 min 01 s 44 |

### 3 000 m steeple
| rang               | athlète         | prestation    |
| ------------------ | --------------- | ------------- |
| Médaille d'or      | Dries Brusselot | 8 min 58 s 34 |
| Médaille d'argent  | Bert Misplon    | 9 min 13 s 02 |
| Médaille de bronze | Bjorn Willems   | 9 min 15 s 97 |

## Résultats sauts

### Saut en longueur
| rang               | athlète           | prestation |
| ------------------ | ----------------- | ---------- |
| Médaille d'or      | Corentin Campener | 7,49 m     |
| Médaille d'argent  | Michael Velter    | 7,45 m     |
| Médaille de bronze | Cedric Nolf       | 7,37 m     |

| rang               | athlète           | prestation |
| ------------------ | ----------------- | ---------- |
| Médaille d'or      | Els De Wael       | 6,10 m     |
| Médaille d'argent  | Hanne Claes       | 6,05 m     |
| Médaille de bronze | Eveline Vercammen | 5,86 m     |

### Triple saut
| rang               | athlète             | prestation |
| ------------------ | ------------------- | ---------- |
| Médaille d'or      | Corentin Debailleul | 15,29 m    |
| Médaille d'argent  | Benjamin Decloedt   | 14,57 m    |
| Médaille de bronze | Gert Brijs          | 13,89 m    |

| rang               | athlète           | prestation |
| ------------------ | ----------------- | ---------- |
| Médaille d'or      | Hanne Claes       | 12,84 m    |
| Médaille d'argent  | Jolien Van Brempt | 12,43 m    |
| Médaille de bronze | Caroline Leys     | 11,75 m    |

### Saut en hauteur
| rang               | athlète          | prestation |
| ------------------ | ---------------- | ---------- |
| Médaille d'or      | Stijn Stroobants | 2,21 m     |
| Médaille d'argent  | Bart Van Deursen | 2,15 m     |
| Médaille de bronze | Bram Ghuys       | 2,13 m     |

| rang               | athlète          | prestation |
| ------------------ | ---------------- | ---------- |
| Médaille d'or      | Hannelore Desmet | 1,89 m     |
| Médaille d'argent  | Louise Van Eecke | 1,71 m     |
| Médaille de bronze | Sara De Vogelaer | 1,71 m     |

### Saut à la perche
| rang               | athlète           | prestation |
| ------------------ | ----------------- | ---------- |
| Médaille d'or      | Jonas De Meyer    | 5,20 m     |
| Médaille d'argent  | Laurent Vanhees   | 5,10 m     |
| Médaille de bronze | Sebastien Hoffelt | 5,00 m     |

| rang              | athlète           | prestation |
| ----------------- | ----------------- | ---------- |
| Médaille d'or     | Fanny Smets       | 3,70 m     |
| Médaille d'argent | Chloe Henry       | 3,70 m     |
| Médaille d'argent | Anouk Vercauteren | 3,70 m     |

## Résultats lancers

### Lancer du poids
| rang               | athlète           | prestation |
| ------------------ | ----------------- | ---------- |
| Médaille d'or      | Wim Blondeel      | 18,44 m    |
| Médaille d'argent  | Jurgen Verbrugghe | 16,56 m    |
| Médaille de bronze | Richard Revyn     | 16,54 m    |

| rang               | athlète              | prestation |
| ------------------ | -------------------- | ---------- |
| Médaille d'or      | Catherine Timmermans | 15,74 m    |
| Médaille d'argent  | Annelies Peetroons   | 15,12 m    |
| Médaille de bronze | Anouska Hellebuyck   | 14,12 m    |

### Lancer du disque
| rang               | athlète           | prestation |
| ------------------ | ----------------- | ---------- |
| Médaille d'or      | Wim Blondeel      | 53,42 m    |
| Médaille d'argent  | Jurgen Verbrugghe | 49,89 m    |
| Médaille de bronze | Edwin Nys         | 49,05 m    |

| rang               | athlète             | prestation |
| ------------------ | ------------------- | ---------- |
| Médaille d'or      | Annelies Peetroons  | 50,28 m    |
| Médaille d'argent  | Anouska Hellebuyck  | 44,65 m    |
| Médaille de bronze | Sofie Vanden Broeck | 43,58 m    |

### Lancer du javelot
| rang               | athlète        | prestation |
| ------------------ | -------------- | ---------- |
| Médaille d'or      | Tom Goyvaerts  | 75,07 m    |
| Médaille d'argent  | Thomas Smet    | 72,09 m    |
| Médaille de bronze | Timothy Herman | 68,87 m    |

| rang               | athlète       | prestation |
| ------------------ | ------------- | ---------- |
| Médaille d'or      | Melissa Dupré | 54,36 m    |
| Médaille d'argent  | An Vanhoorne  | 41,41 m    |
| Médaille de bronze | Sarah Vermeir | 40,91 m    |

### Lancer du marteau
| rang               | athlète               | prestation |
| ------------------ | --------------------- | ---------- |
| Médaille d'or      | Nicolas Pierre        | 65,06 m    |
| Médaille d'argent  | Walter De Wyngaert    | 63,83 m    |
| Médaille de bronze | Timothy Vanmassenhove | 53,94 m    |

| rang               | athlète           | prestation |
| ------------------ | ----------------- | ---------- |
| Médaille d'or      | Irina Sustelo     | 56,05 m    |
| Médaille d'argent  | Patricia Blondeel | 54,06 m    |
| Médaille de bronze | Frederique Neys   | 49,78 m    |

## Sources
- Ligue Belge Francophone d'Athlétisme
- Résultats